# Gouvernement flamand

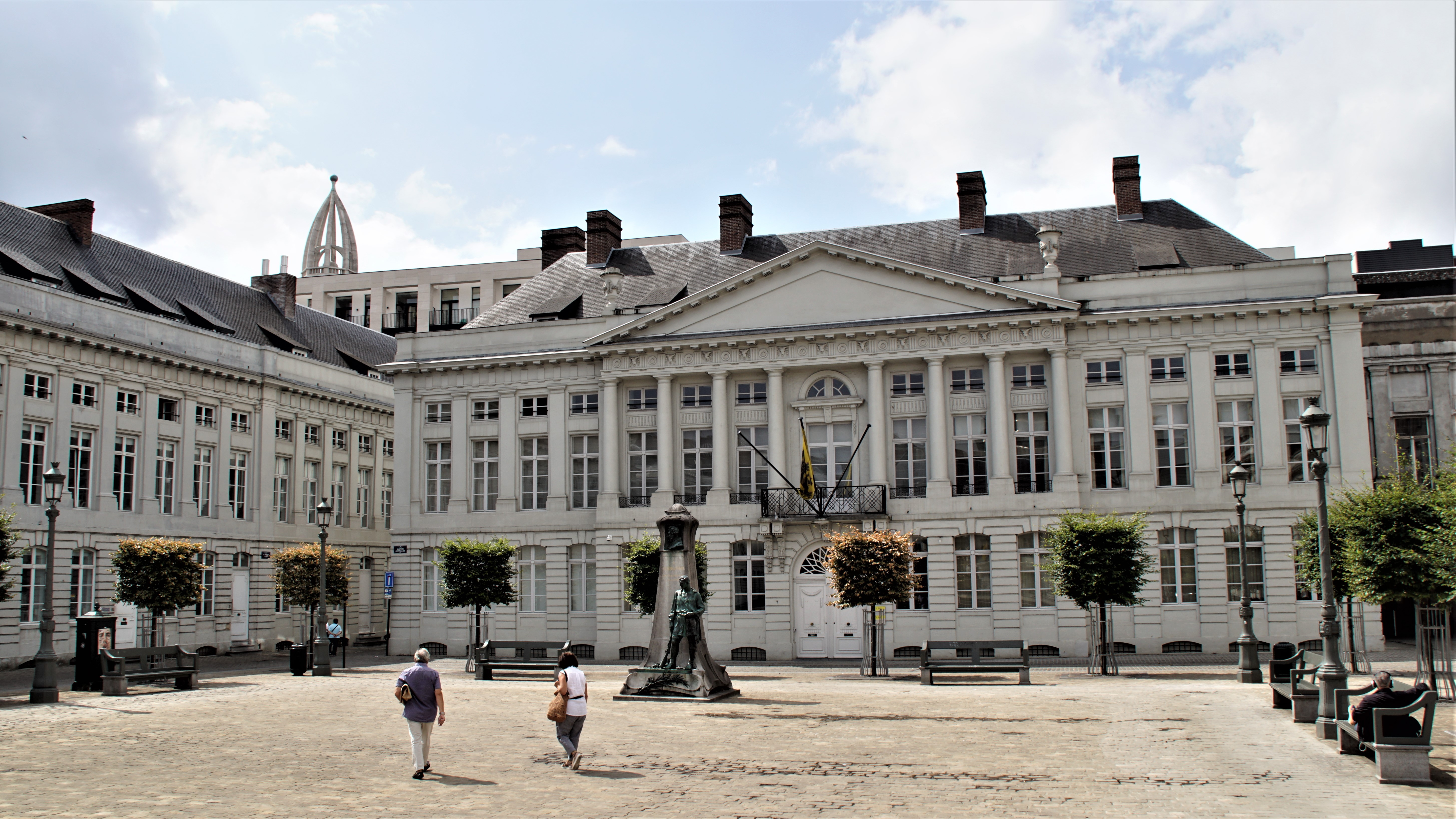
Place des Martyrs à Bruxelles, siège du gouvernement flamand.

Le gouvernement flamand est le pouvoir exécutif de la Communauté flamande et de la Région flamande.
Il est composé au maximum de 11 ministres, au moins l'un d'entre eux devant provenir de la Région de Bruxelles-Capitale. Le Ministre-Président est choisi au sein du parti disposant de la plus grande représentation parmi la majorité. Un ministre du second parti majoritaire reçoit le titre de Vice-Ministre-Président. 
Il prend des arrêtés et sanctionne les décrets votés par le Parlement flamand. 

## Composition
| Législature     | Gouvernement                    | Mandat                              | Coalition                                                |
| --------------- | ------------------------------- | ----------------------------------- | -------------------------------------------------------- |
| 1re législature | Exécutif Geens I                | 22 décembre 1981 - 10 décembre 1985 | CVP PVV SP VU                                            |
| 2e législature  | Exécutif Geens II               | 10 décembre 1985 - 3 février 1988   | CVP PVV                                                  |
| 3e législature  | Exécutif Geens III              | 3 février 1988 - 18 octobre 1988    | CVP PVV                                                  |
| 3e législature  | Exécutif Geens IV               | 18 octobre 1988 - 21 janvier 1992   | CVP SP PVV VU                                            |
| 4e législature  | Exécutif Van den Brande I       | 21 janvier 1992 - 5 février 1992    | CVP SP                                                   |
| 4e législature  | Exécutif Van den Brande II      | 5 février 1992 - 20 octobre 1992    | CVP SP VU                                                |
| 4e législature  | Gouvernement Van den Brande III | 20 octobre 1992 - 20 juin 1995      | CVP SP VU                                                |
| 5e législature  | Gouvernement Van den Brande IV  | 20 juin 1995 - 13 juillet 1999      | CVP SP                                                   |
| 6e législature  | Gouvernement Dewael             | 13 juillet 1999 - 5 juin 2003       | VLD SP Agalev VU                                         |
| 6e législature  | Gouvernement Somers             | 11 juin 2003 - 20 juillet 2004      | VLD Sp.a Groen! SPIRIT                                   |
| 7e législature  | Gouvernement Leterme            | 20 juillet 2004 - 27 juin 2007      | CD&V/N-VA* Open VLD Sp.a/SPIRIT*                         |
| 7e législature  | Gouvernement Peeters I          | 28 juin 2007 - 13 juillet 2009      | CD&V/N-VA* OpenVLD Sp.a/SPIRIT* N-VA et SPIRIT sortiront |
| 8e législature  | Gouvernement Peeters II         | 13 juillet 2009 - 25 juillet 2014   | CD&V Sp.a N-VA                                           |
| 9e législature  | Gouvernement Bourgeois I        | 25 juillet 2014 - 2 juillet 2019    | N-VA CD&V OpenVLD                                        |
| 9e législature  | Gouvernement Homans             | 2 juillet 2019 - 2 octobre 2019     | N-VA CD&V OpenVLD                                        |
| 10e législature | Gouvernement Jambon             | 2 octobre 2019 - 30 septembre 2024  | N-VA CD&V OpenVLD                                        |
| 11e législature | Gouvernement Diependaele        | Depuis le 30 septembre 2024         | N-VA Vooruit CD&V                                        |

*Partis qui se sont présentés en cartel.

## Compétences
Les Régions et les Communautés de Belgique ont des pouvoirs désignés et exclusifs. Ce qui veut dire :
- qu'elles peuvent uniquement traiter des matières qui leur sont assignées par la constitution ou par une loi spéciale ;
- qu'elles sont les seules autorités qui peuvent traiter ces matières.

### Compétences communautaires
Ces compétences sont exercées sur le territoire de la Région flamande pour tout le monde et sur le territoire de la Région de Bruxelles-Capitale Uniquement pour les gens qui ont choisi de dépendre de la Communauté flamande.
| Matières culturelles : - Protection et promotion de la langue - Les arts - L'héritage culturel et les musées - Les bibliothèques - La politique des médias - La politique de la jeunesse - La formation permanente - Les sports, les activités extérieures et le tourisme Matières personnalisables : - Santé publique - Aide aux personnes: - Politique familiale - Intégration des immigrés - Politique du handicap - Politique des personnes âgées - Appui aux détenus | Coopération entre les Communautés et les Régions Éducation et formation : - Éducation pour les écoles maternelles, primaires et secondaires - Éducation supérieure (universitaire et non-universitaire) - Formation postacadémique et para-académique - Conseil en éducation - Recyclage et formation continue - Formation professionnelle |

### Compétences régionales
Ces compétences sont exercées exclusivement dans la Région flamande.
| Planification de ville et de campagne - Urbanisation - Renouvellement urbain et suburbain - Monuments et sites - Politique d'utilisation de la terre Environnement - Protection de l'environnement - Politique des déchets - Politique des sociétés dangereuses, malsaines et répréhensibles Planification des villes et des campagnes et préservation de la nature - L'eau, les forêts et les polders - Conservation de la nature - Préservation et pêche Logement Politique de l'eau - Approvisionnement en eau - Purification des eaux usées - Égouts Économiques - Politique économique - Aspects régionaux de la politique des crédits - Politique des ventes et de l'exportation - Exploitation des ressources minérales - Support à l'investissement | Politique énergétique - Distribution d'énergie - Nouvelles sources d'énergie - Énergies renouvelables Autorités Locales - Supervision et financement des autorités régionales et locales Politique de l'emploi - Recherche d'emploi - Programmes de réemploi Travaux publics et transport - Routes - Voies d'eau - Ports, digues et services de bac - Aéroports régionaux - Transport urbain et régional - Services des pilotes Exportation des armes - Importation, exportation et transit des armes - Transit des munitions - Transit de technologie liées à l'armement - Transit des produits et des technologies à double usage |

### Autres compétences
Le gouvernement flamand est également compétent pour la recherche scientifique, les relations extérieurs, et la coopération au développement dans les champs de compétence de la Communauté flamande et de la Région flamande. 
Ces compétences sont également partiellement exercées par le gouvernement fédéral.